# Farra d'Isonzo
Savogna d'Isonzo (tiếng Slovenia: Sovodnje ob Soči) là một đô thị ở tỉnh Gorizia thuộc vùng Friuli-Venezia Giulia, nằm ở vị trí cách khoảng 35 km về phía tây bắc của Trieste và khoảng 3 km về phía tây nam của Gorizia, on the border with Slovenia. Đô thị này nằm ở biên giới với Slovenia. Tại thời điểm ngày 31 tháng 12 năm 2004, đô thị này có dân số 1.750 người và diện tích là 16,4 km². Đa số dân ở đây là người Slovenia.
Đô thị Savogna d'Isonzo có các frazioni (đơn vị cấp dưới, chủ yếu là thôn làng) Gabria, Peci, Rupa, San Michele del Carso, Castel Rubbia, Monte San Michele, Cotici Superiore, và Cotici Inferiore.
Savogna d'Isonzo giáp các đô thị sau: Doberdò del Lago, Farra d'Isonzo, Gorizia, Miren-Kostanjevica (Slovenia), Nova Gorica (Slovenia), Sagrado.